# John Kitzhaber
John Albert Kitzhaber ( Colfax,  Washington, 5 de març de 1947) és un polític estatunidenc del  Partit Demòcrata. Des de gener de 2011 ocupa el càrrec de governador d'Oregon.